# Jimena de la Frontera
Jimena de la Frontera este un municipiu în provincia Cádiz, Andaluzia, Spania cu o populație de 9.200 locuitori.
1. ↑  Nomenclátor Geográfico de Municipios y Entidades de Población (20240402 edition)